# Birger Ekman
Olof Birger Ekman, född 27 september 1905 i Solna, död 2 augusti 1999 i Trollhättan, var en svensk tecknare och grafiker.
Han var son till författaren Vilhelm Ekman och Anna Ekman samt gift med Helga Ekman. 
Ekman studerade vid Konsthögskolan 1932–1937. Han debuterade med en separatutställning på De ungas salong i Stockholm 1945 och ställde tillsammans med Osvald Larsson ut i Göteborg och Borås 1947. Han medverkade i utställningen Ung svensk konst i Danmark och på Liljevalchs vårsalonger. Hans konst består av bisarra figurkompositioner i tusch, akvarell och grafik. Som illustratör illustrerade han en serie av Frödings dikter.